# Hnutí Me Too

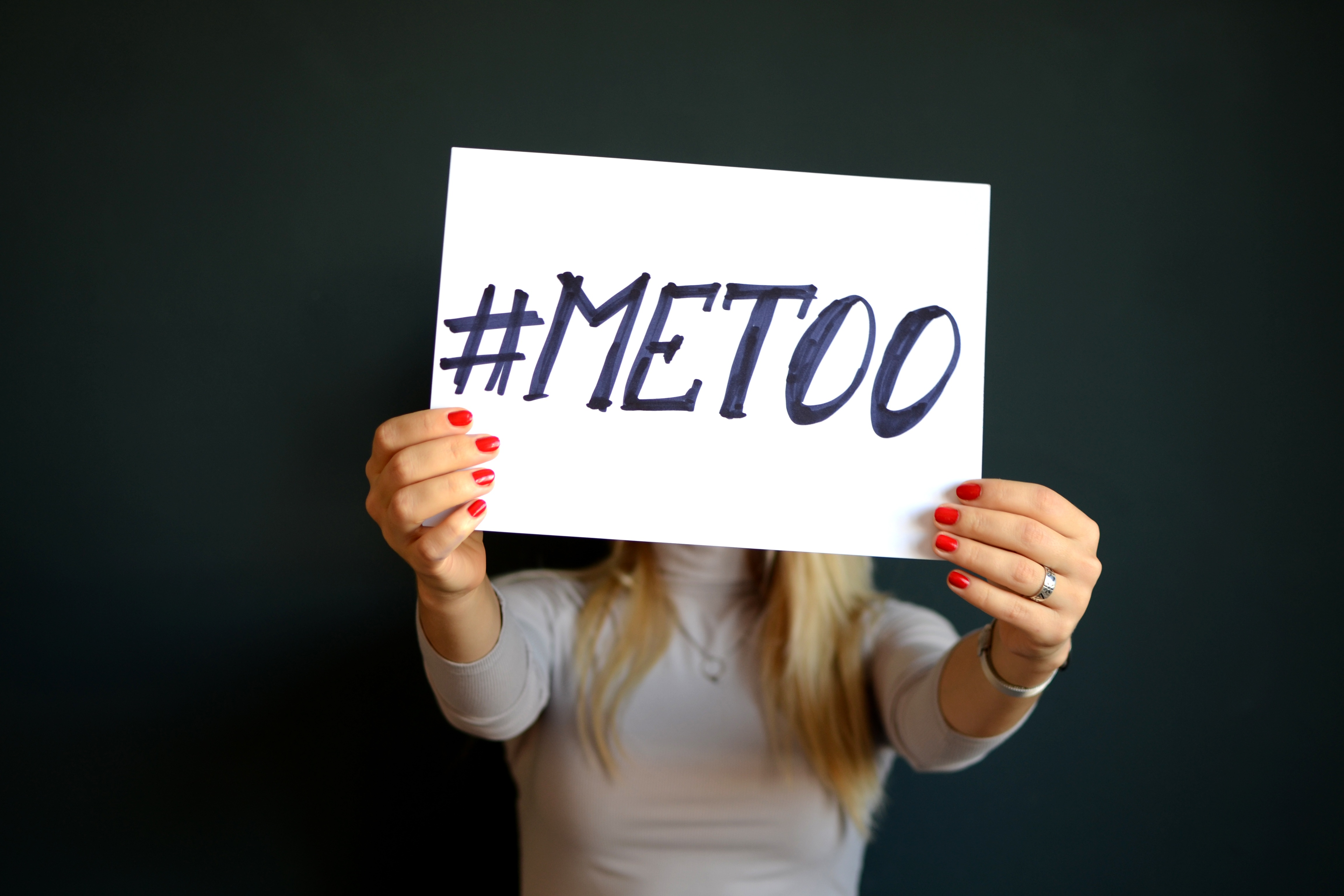
Hashtag #MeToo

Hnutí Me Too je společenské hnutí, které bojuje proti sexuálnímu obtěžování a zneužívání a v němž ženy, které byly v minulosti obtěžovány, sdílí své příběhy na sociálních sítích. Poprvé byla fráze Me Too ve stejném kontextu použita aktivistkou a obětí sexuálního zneužití Taranou Burke na jejím účtu Myspace v roce 2006.
Hnutí Me Too se začalo šířit v souvislosti s kauzou Harveyho Weinsteina, který byl obviněn ze sexuálního zneužívání a násilí na několika desítkách žen, které zaměstnával. Na Weinsteinovy činy upozornil investigativní novinář Ronan Farrow, který za svou reportáž obdržel Pulitzerovu cenu. V říjnu roku 2017 napsala americká herečka Alyssa Milano na Twitter: „Pokud by všechny ženy, které byly někdy sexuálně zneužity nebo obtěžovány, napsaly na svou sociální síť ,Me too’, možná by si lidé uvědomili závažnost problému.“ Následovaly spousty statusů, mezi nimi například od známých osobností jako Gwyneth Paltrow, Jennifer Lawrenceové, Ashley Judd nebo Umy Thurman.

## Cíle hnutí Me Too
Cílem hnutí Me Too, podobně jako u ostatních hnutí a protestních akcí, které se snaží upozornit na témata, o kterých se nemluví, je posílit mladé a zranitelné ženy citem a empatií a zároveň ukázat světu, kolik žen se stalo obětí sexuálního zneužití či obtěžování v místě svého pracoviště. Hnutí se snaží změnit společnost pro ženy, které byly obtěžovány či zneužity a také aby se nebály vystoupit a mluvit o svých traumatech. Po tom, co miliony lidí psalo na své sociální sítě #MeToo v angličtině, objevily se i desítky dalších jazyků, čímž se rozšířilo pole působnosti.
Tarana Burke sice přijímá titul zakladatele hnutí, ale spíše se považuje za jednoho z mnoha, kteří jen dělají svou práci. Burke tvrdí, že hnutí Me Too se netýká pouze žen, ale i mužů, lidí v jakémkoli věku a jakékoliv barvy, nejvíce ovšem lidí žijících na okraji společnosti. Podle ní se hnutí také snaží říci, že ti, na kterých se jiní dopustili sexuálního násilí, nejsou sami a neměli by se za to stydět. Tvrdí, že sexuální násilí se na ženách dopouští někdo, koho ženy samy znají, a proto by se měly naučit již od mladých let, že mají právo říct ne sexuálnímu kontaktu od kohokoli, i přes naléhání od autorit či nadřízených a měly by takové chování nahlásit. Zároveň ponouká muže, aby spolu navzájem mluvili o tom, že ženský souhlas je důležitý, aby nebyli potichu, když vidí takovéto nevhodné chování a aby se snažili naslouchat příběhům obětí.

## Dopady

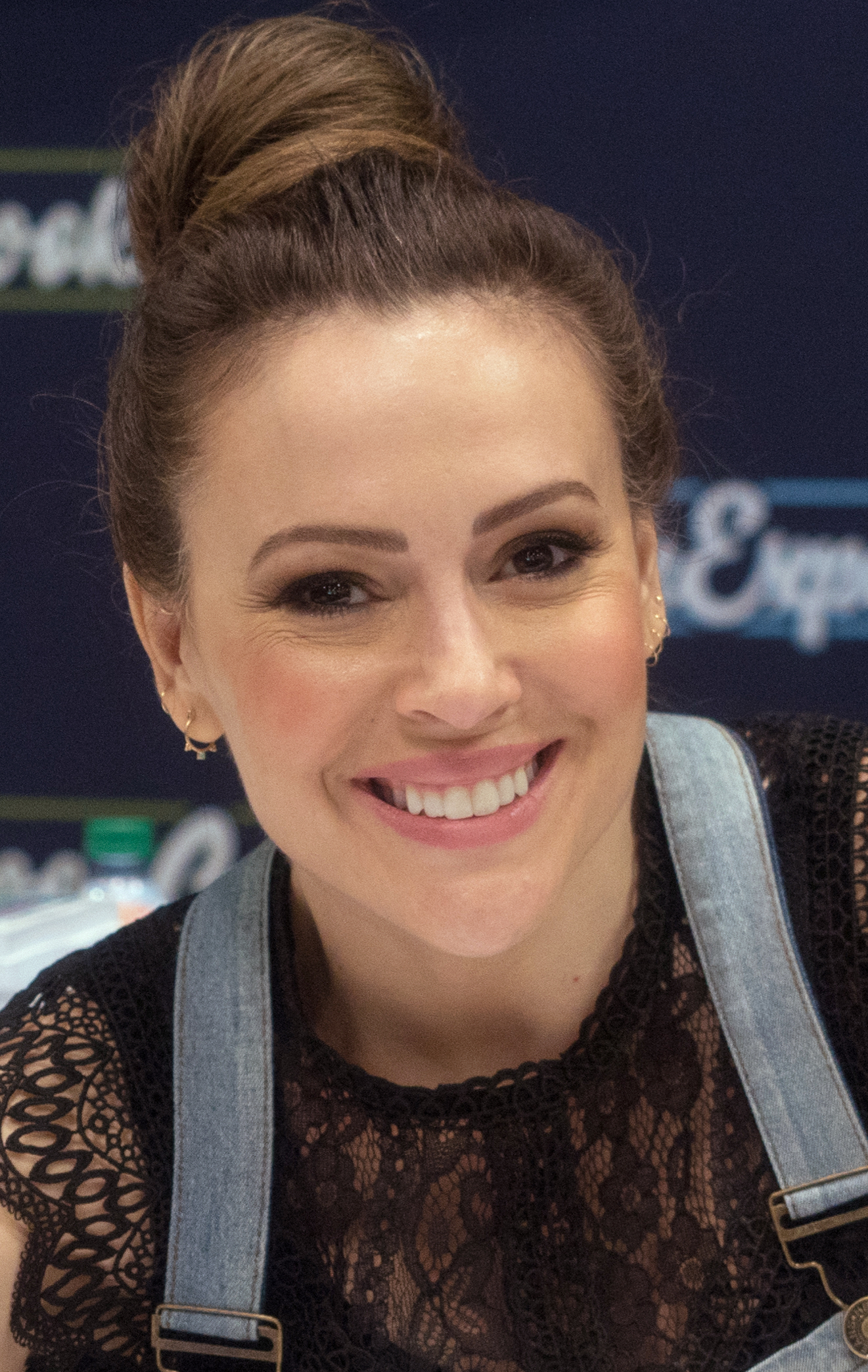
Alyssa Milano, která poprvé použila #MeToo

Do povědomí široké veřejnosti se spojení „Me Too“ dostalo díky tweetu Alyssy Milano. Podle společnosti, slovní spojení během méně než 24 hodin použilo 4,7 milionů lidí v konverzacích a objevilo se ve více než 12 milionech příspěvcích na Facebooku. Me too se tak rychle začalo šířit po celém světě a pozornost také přilákaly celebrity, které začaly sdílet svoje příběhy se sexuálním obtěžováním.
V hnutí Me Too se promítla síla sociálních sítí, která se ukázala jako schopná vytvářet celosvětové koalice a mazat stigmata. Hnutí zafungovalo jako impuls k probuzení společnosti například také v Indii, Subsaharské Africe, nebo Jižní Americe.

### USA
Ve Spojených státech amerických hnutí Me Too zaznamenalo největší úspěchy. Jenom od října do prosince 2017 vzrostlo využití krizové linky Rape, Abuse & Incest National Network o 23 % v porovnání s rokem 2016. Podle lidí, co si sexuálním obtěžováním prošli je Me Too povzbudilo, aby se o svých zážitcích s někým podělili. Hnutí tak v USA vytvořilo větší povědomí o sexuálních útocích a obtěžování.
Otevřené výpovědi obětí nejdříve vedly k mocným osobnostem amerického byznysu, médií a politiky jako jsou například Harvey Weinstein, Bill Cosby, Al Franken a další. Do října 2018 přišlo o práci přes 200 významných byznysmenů. Tato skutečnost vstoupila ve známost jako Weinsteinův efekt, což je něco co bylo před hnutím Me Too takřka nemyslitelné.
Protože se aféra dotkla i filmového Hollywoodu, přes 300 herců, spisovatelů a režisérů založilo v lednu 2018 fond Time's Up. Ten během jednoho měsíce nasbíral okolo 21 milionů dolarů, které šly na pomoc obětem sexuálního obtěžování a násilí. Podobný projekt, The National Women's Law Center (NWLC) obětem nabídl bezplatné rady od právníků. Dohromady dostali více než 3670 žádostí o pomoc z každého státu USA a vybrali přes 24 milionů dolarů (k říjnu 2019).
O legislativní změny spojené s rozšířením hnutí Me Too se postaraly jednotlivé státy USA. V září 2018 Kalifornie, New York a New Jersey přijaly zákon, který zakazuje implementovat do smluv dohody o mlčenlivosti, zahrnující sexuální obtěžování. Na federální úrovni některé typy těchto dohod upravuje zákon BE HEARD. Dále se zatím sedm států zastalo lidí pracujících jako obsluha v restauracích a zavedli minimální spropitné. Zaměstnanci restaurací jsou totiž často na spropitném závislí a často se bojí obtěžování nahlašovat, aby o něj nepřišli.

## Finanční podpora
Hnutí Me Too mělo mimo jiné za následek obrovskou vlnu finanční podpory pro charitativní organizace podporující a hájící ženy a ženská práva ve světě. Některé dary byly mířeny přímo samotnému hnutí, například odstupné Leslieho Moonvese ve výši 20 milionů dolarů. Ten v září roku 2018 opustil vedoucí pozici americké televizní sítě CBS právě následkem kauzy Me Too. Společnost CBS se tak rozhodla odstupné, na které on sám neměl nárok, darovat přímo organizacím podporujícím toto hnutí. V tomto kontextu vznikl i Fond na podporu hnutí Me Too (Fund to Support the Me Too Movement and Allies), který založila nadace New York Women’s Foundation. Tento fond má za cíl zajistit dlouhodobou udržitelnost tohoto hnutí, také má za úkol centralizovat finanční prostředky na budoucí snažení Me Too, zejména v legislativní oblasti.
Pozornost a popularita, kterou s sebou strhlo hnutí Me Too, však snažení o ženskou rovnoprávnost podpořily i nepřímo, jak popisuje Charity Navigator (společnost zaměřující se na evaluaci a monitorování světových nadací a charit). Finanční obnos darovaný různým dobročinným organizacím, které podporují ženy a jejich postavení ve společnosti, stoupl necelý rok po počátečních aférách tohoto hnutí skokově o 7 %, přičemž počet celkových dotací stoupl o 13 %. Provozní ředitel této společnosti v rozhovoru z října roku 2018 (tedy rok po začátku kauzy okolo Weinsteina) odhadoval, že díky tomuto hnutí charity pro ženskou rovnoprávnost získaly „mnoho desítek milionů dolarů”. Vznikla například nadace Time’s Up Legal Defense Fund, která poskytuje finanční podporu obětem sexuálních zločinů. Necelý rok po založení nashromáždila 21 milionů dolarů. Nadaci přispěli i některé celebrity, např. herečky Meryl Streep, Reese Witherspoon a Jennifer Aniston, z nichž každá darovala půl milionu dolarů. Herec Mark Wahlberg daroval 2 miliony dolarů, poté co se dozvěděl o markantních nerovnostech platů ve filmové produkci, které se tehdy účastnil. Za dotáčení scén z tohoto filmu obdržel 1,5 milionu dolarů, zatímco jedna z jeho kolegyň dostala pouhý tisíc.
V rámci všeobecné podpory feministických organizací, kterou hnutí Me Too stimulovalo, zaznamenaly skokové nárůsty ve sponzorských darech i nadace podporující práva žen na potraty. Například organizace NARAL v roce po aféře Me Too registrovala nárůst financí o 92 %.

## Mezinárodní odezva

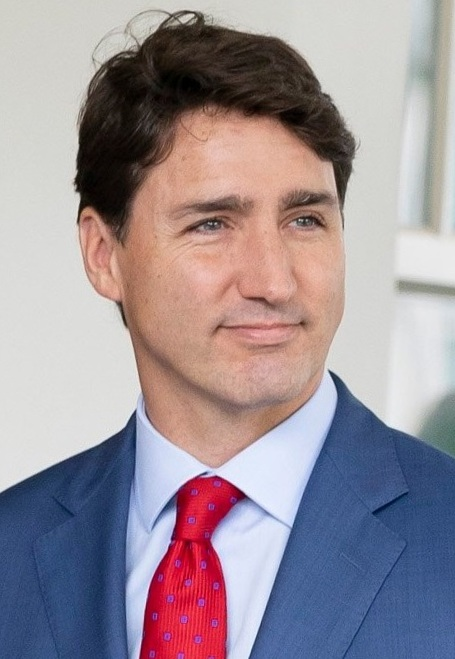
Kanadský premiér Justin Trudeau

Zatímco v USA slavilo hnutí Me Too úspěch, ve zbytku světa se setkalo s více smíšenými reakcemi. Kanadský premiér Justin Trudeau v roce 2018 vyjádřil svou stoprocentní podporu tohoto hnutí, a zdůraznil důležitost ženské rovnoprávnosti a liberálních hodnot v kontextu globalizace, ale zároveň se sám stal terčem obvinění z roku 2000 (kauza však k žádnému závěru nevedla). Naopak například ve Francii se hnutí setkalo s okamžitým odporem, ačkoliv ten s postupem času částečně opadl. Obecně však hnutí ve světě ženám dodalo odvahu o svých zkušenostech mluvit, a ve výrazné konsolidaci feministických hnutí a ženských organizací. Samotný hashtag, kterým lidé vyjadřují podporu této kampaně a jímž upozorňují na své vlastní zkušenosti se sexuálním násilím, byl na internetu často přeložen do cizích jazyků; tím jej jednotlivé země a kultury aplikovaly do svého konkrétní národního kontextu.

### #MeToo v Česku

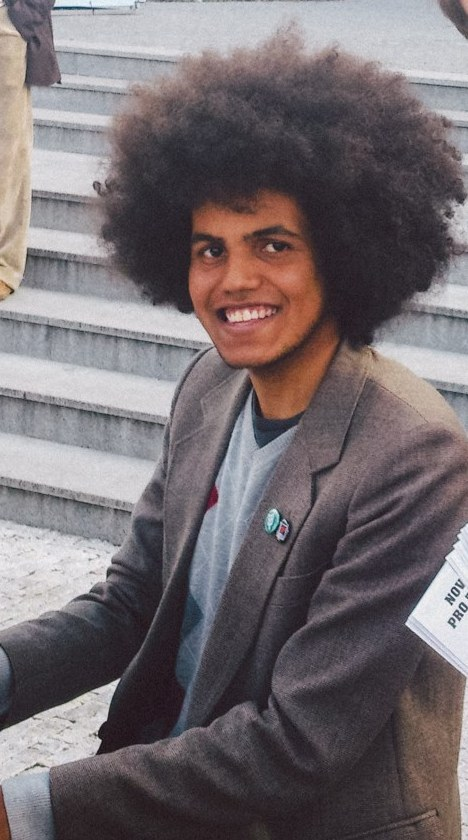
Český politik Dominik Feri, odsouzený na 3 roky odnětí svobody za dvojnásobné znásilnění a pokus o něj

Podobně jako v jiných evropských zemích zejména v bývalém východním bloku se v České republice hnutí Me Too nesetkalo s většinovým pochopením. Mnoho médií a politiků hnutí znevažovala a bagatelizovala. Například advokátka zabývající se rodinným právem a bývalá ministryně spravedlnosti Daniela Kovářová, médiím sdělila, že za sexuální obtěžování si ženy často mohou samy a Mee Too je nafouknutá bublina. Bývalý předseda senátu Jaroslav Kubera v tomto kontextu tvrdil, že jsou statistiky ohledně znásilnění v ČR cíleně přeháněny, a to i přesto, že se většina odborníků shodne na opaku, tedy že se obvykle hlásí jen zlomek celkových případů. Přesto byl v Česku vliv Me Too patrný – v roce 2019 zaznamenala Policie ČR největší počet nahlášených případů sexuálního násilí za poslední desetiletí.
V květnu 2021 obvinilo několik žen bez přímé spojitosti s Me Too českého politika Dominika Feriho ze sexuálního obtěžování a ze série sexuálních napadení. Dominik Feri v roce 2017 Me Too podpořil. Část české veřejnosti, včetně politiků, se i v tomto případě snažila na sociálních sítích a v médiích výpovědi žen zpochybnit a bagatelizovat, podobně jako v předchozích veřejných debatách o Me Too. Dominik Feri 27. května 2024 nastoupil tříletý trest odnětí svobody za dvojnásobné znásilnění a jeden pokus o něj.

## #HimToo

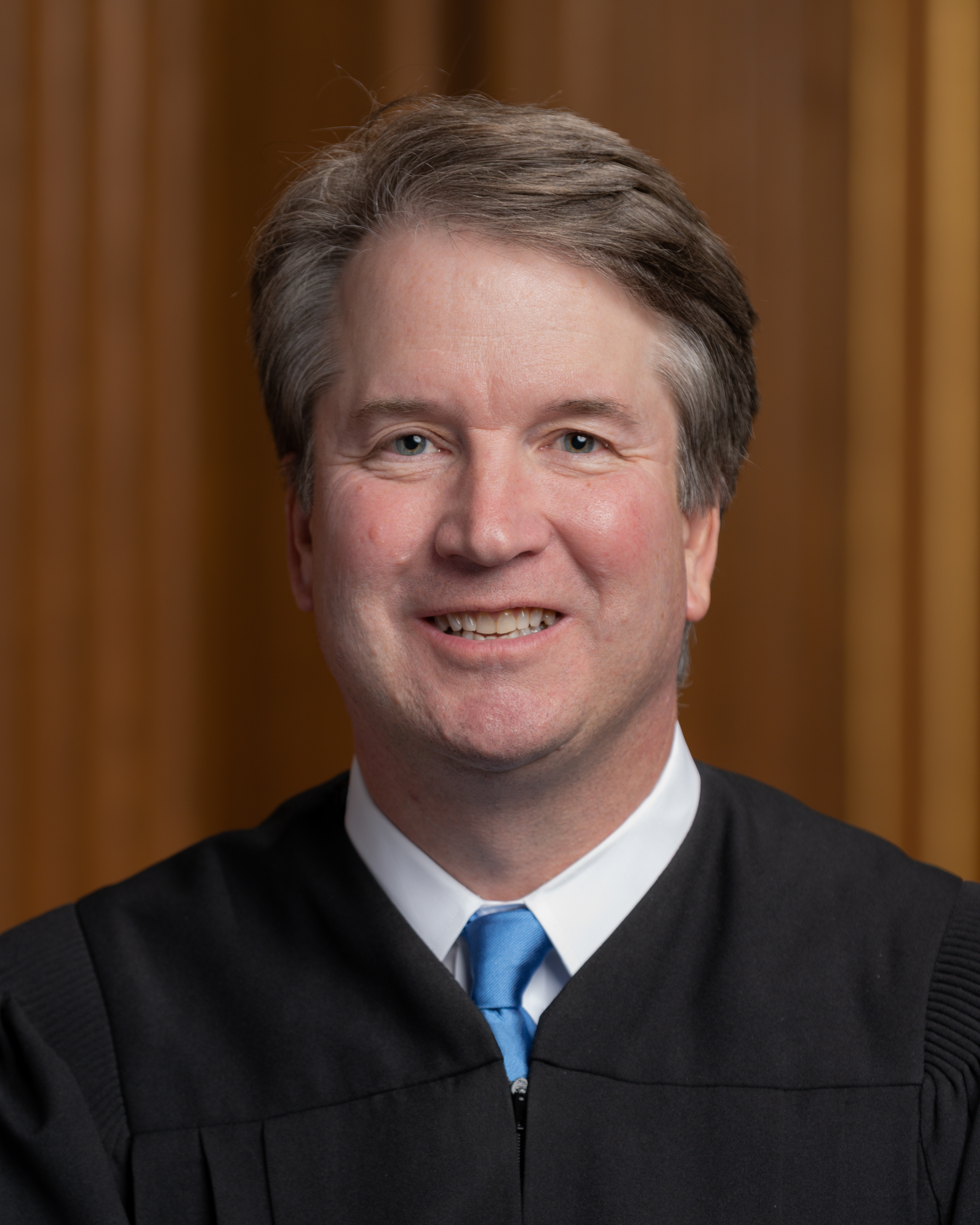
Americký právník a soudce Brett Kavanaugh

Hnutí Him Too původně sloužilo mužům, kteří se stali oběťmi znásilnění, jako prostředek k vyjádření jejich zkušeností se sexuálním obtěžováním a sexuálním napadením, podobně jako hnutí MeToo. Postupem času se význam hashtagu proměnil ve způsob jakým zahanbit muže, kteří byli obviněni ze sexuálního napadení.
V poslední době získalo toto hnutí nový význam, a to pomoci promluvit mužům, kteří čelí falešným obviněním ze sexuálního obtěžování či znásilnění. K této změně  došlo kvůli případu amerického právníka a soudce Bretta Kavanaugh, který v roce 2018 při kandidatuře do Nejvyššího soudu USA čelil obviněním ze znásilnění ze strany Christiny Blasey Fordové, o kterých tvrdil, že jsou falešná. Kavanaugha se v tomto případě zastal i tehdejší prezident Spojených státu Donald Trump, který tvrdil, že kdyby byla její obvinění pravdivá, vznesla by obvinění bezprostředně po jeho činu. Fordová totiž tvrdila, že k činu v roce 1982, kdy se jí Kavanaugh pokusil na studentském večírku znásilnit.
Zastánci hnutí HimToo tvrdí, že před zahájením slyšení o sexuálním napadení by měla platit presumpce neviny. Kritici tohoto nového vyznění ovšem tvrdí, že falešná obvinění ze znásilnění jsou velice vzácná a falešná obvinění tedy tvoří pouze malý zlomek všech obvinění.

## Kritika
V rámci kritiky hnutí se často mluví o počtech falešných obvinění týkajících se sexuálního napadení, které jsou podle kritizujících mnohem častějším fenoménem. Avšak data získaná od Ministerstva spravedlnosti Spojených států amerických ukazují, že falešná obvinění tvoří pouze zhruba 2–10 % všech těchto obvinění.
Dalším často diskutovaným problémem jsou konkrétní cíle hnutí, především jestli má hnutí podporovat změnu ve všech mužích, nebo jen v části. Někteří zastánci hnutí tvrdí, že MeToo by mělo řešit pouze nejhorší případy, aby nedošlo k tomu, že na všechny muže bude pohlíženo jako na násilníky.
Hashtag si vysloužil kritiku za to, že odpovědnost za zveřejňování sexuálního obtěžování a zneužívání byla přenesena na ty, kteří ho zažili, což by mohlo být traumatické.
Řeší se taky zda by se hnutí mělo zaměřit i na sexuální obtěžování a zneužívání pracovníků v sexuálních službách, jelikož ti jsou tomuto obtěžování vystavováni v největší míře. Ve společnosti však panuje názor že proti této skupině žen jsou tyto činy více opodstatněné.